# LSV Kamp-Köslin
LSV Kamp-Köslin (celým názvem: Luftwaffen-Sportverein Kamp-Köslin) byl německý vojenský sportovní klub, který sídlil v pomořanském městě Köslin (dnešní Koszalin v Západopomořanském vojvodství). Klub patřil pod letecké jednotky Luftwaffe.
Založen byl v roce 1940, zanikl v roce 1944.

## Umístění v jednotlivých sezonách
Stručný přehled
Zdroj: 
- 1942–1944: Gauliga Pommern Ost

Jednotlivé ročníky
Zdroj: 
Legenda: Z - zápasy, V - výhry, R - remízy, P - porážky, VG - vstřelené góly, OG - obdržené góly, +/- - rozdíl skóre, B - body, červené podbarvení - sestup, zelené podbarvení - postup, fialové podbarvení - reorganizace, změna skupiny či soutěže
| Velkoněmecká říše (1942 – 1943) |                     |        |    |   |   |   |    |    |     |    |        |
| Sezóny                          | Liga                | Úroveň | Z  | V | R | P | VG | OG | +/- | B  | Pozice |
| 1942/43                         | Gauliga Pommern Ost | 1      | 10 | 8 | 1 | 1 | 84 | 6  | +78 | 17 | 1.     |

Poznámky:
- 1943/44: Köslin (vítěz sk. Ost) ve finále prohrál s Pütnitzem (vítěz sk. West) celkovým poměrem 2:4 (1. zápas – 1:1, 2. zápas – 1:3).